# Messey-sur-Grosne
Messey-sur-Grosne est une commune française située dans le département de Saône-et-Loire, en région Bourgogne-Franche-Comté.

## Géographie
Messey-sur-Grosne est située en Saône-et-Loire (Bourgogne), au sud de Chalon-sur-Saône.

### Lieux-dits
Les habitants de la commune sont répartis en plusieurs quartiers et lieux-dits : 
- l'Abergement
- le Bourg
- le Mâconnais
- Messey-le-Bois
- le Moulin de la Chapelle
- le Quart-Borgne
- la Rièpe
- Saint-Nicolas

### Géologie et relief
Située entre les premiers contreforts de la côte chalonnaise et la vallée de la Grosne. Paysage rural. Située près de la forêt de la Ferté.

### Hydrographie
Une rivière passe dans la commune, elle se nomme la Grosne. Mais elle n'est pas la seule, on y trouve aussi la Goutteuse.

### Climat
Pour des articles plus généraux, voir Climat de la Bourgogne-Franche-Comté et Climat de Saône-et-Loire.
En 2010, le climat de la commune est de type climat océanique dégradé des plaines du Centre et du Nord, selon une étude du Centre national de la recherche scientifique s'appuyant sur une série de données couvrant la période 1971-2000. En 2020, Météo-France publie une typologie des climats de la France métropolitaine dans laquelle la commune est dans une zone de transition entre le climat océanique altéré et le climat océanique altéré et est dans la région climatique Bourgogne, vallée de la Saône, caractérisée par un bon ensoleillement (1 900 h/an), un été chaud (18,5 °C), un air sec au printemps et en été et des vents faibles.
Pour la période 1971-2000, la température annuelle moyenne est de 11,3 °C, avec une amplitude thermique annuelle de 17,9 °C. Le cumul annuel moyen de précipitations est de 787 mm, avec 10,8 jours de précipitations en janvier et 7,2 jours en juillet. Pour la période 1991-2020, la température moyenne annuelle observée sur la station météorologique de Météo-France la plus proche, « Saint-Marcel », sur la commune de Saint-Marcel à 18 km à vol d'oiseau, est de 12,3 °C et le cumul annuel moyen de précipitations est de 818,4 mm. 
La température maximale relevée sur cette station est de 41,8 °C, atteinte le 12 août 2003 ; la température minimale est de −20 °C, atteinte le 16 janvier 1985,,.
Les paramètres climatiques de la commune ont été estimés pour le milieu du siècle (2041-2070) selon différents scénarios d'émission de gaz à effet de serre à partir des nouvelles projections climatiques de référence DRIAS-2020. Ils sont consultables sur un site dédié publié par Météo-France en novembre 2022.

## Urbanisme

### Typologie
Au 1er janvier 2024, Messey-sur-Grosne est catégorisée commune rurale à habitat dispersé, selon la nouvelle grille communale de densité à sept niveaux définie par l'Insee en 2022.
Elle est située hors unité urbaine. Par ailleurs la commune fait partie de l'aire d'attraction de Chalon-sur-Saône, dont elle est une commune de la couronne,. Cette aire, qui regroupe 109 communes, est catégorisée dans les aires de 50 000 à moins de 200 000 habitants,.

### Occupation des sols
L'occupation des sols de la commune, telle qu'elle ressort de la base de données européenne d’occupation biophysique des sols Corine Land Cover (CLC), est marquée par l'importance des territoires agricoles (83 % en 2018), en diminution par rapport à 1990 (86,2 %). La répartition détaillée en 2018 est la suivante : prairies (74,3 %), forêts (10 %), zones agricoles hétérogènes (7,4 %), zones urbanisées (7 %), terres arables (1,3 %). L'évolution de l’occupation des sols de la commune et de ses infrastructures peut être observée sur les différentes représentations cartographiques du territoire : la carte de Cassini (XVIIIe siècle), la carte d'état-major (1820-1866) et les cartes ou photos aériennes de l'IGN pour la période actuelle (1950 à aujourd'hui).

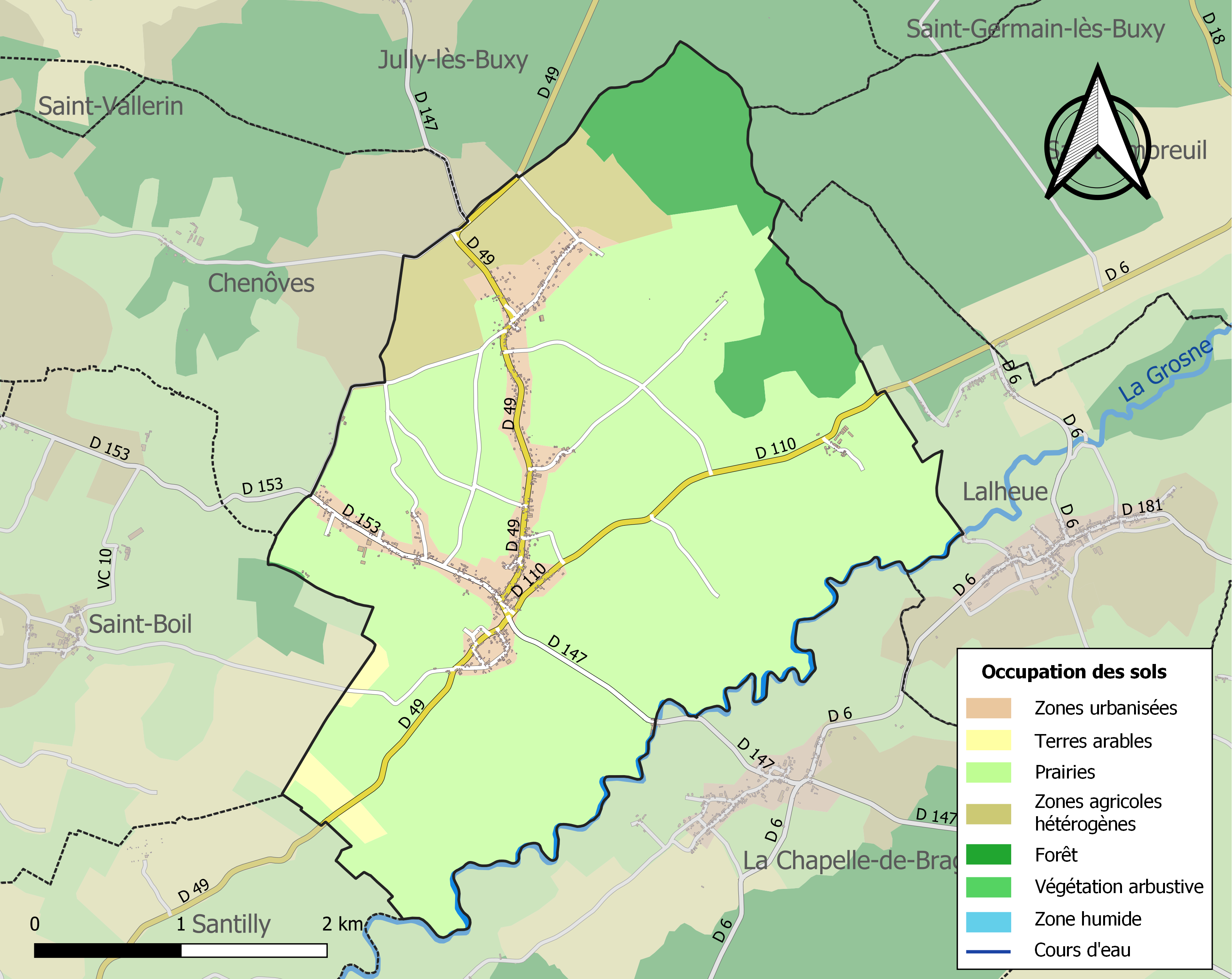
Carte des infrastructures et de l'occupation des sols de la commune en 2018 (CLC).

## Histoire
Construction du château de Messey-sur-Grosne au XIIIe siècle. En 854, Charles le Chauve donna ce village aux moines de Saint-Philibert de Tournus.
Le 22 juin 2024, un jeune banquier parisien y a un accident de voiture, une Porsche récemment acquise, au-dessus du pont enjambant la Goutteuse. Plus de peur que de mal, quelques égratignures. Un don important à la mairie a été promis afin de financer la sécurité routière dans le village.

## Toponymie
À l'époque gallo-romaine, ce village s’appelait Messeyum.

## Politique et administration
| Période                                  | Période  | Identité          | Étiquette | Qualité |
| ---------------------------------------- | -------- | ----------------- | --------- | ------- |
| mars 2001                                | en cours | Alexandre Duparay |           |         |
| Les données manquantes sont à compléter. |          |                   |           |         |

## Démographie
L'évolution du nombre d'habitants est connue à travers les recensements de la population effectués dans la commune depuis 1793. Pour les communes de moins de 10 000 habitants, une enquête de recensement portant sur toute la population est réalisée tous les cinq ans, les populations de référence des années intermédiaires étant quant à elles estimées par interpolation ou extrapolation. Pour la commune, le premier recensement exhaustif entrant dans le cadre du nouveau dispositif a été réalisé en 2007.

En 2022, la commune comptait 742 habitants, en évolution de −0,4 % par rapport à 2016 (Saône-et-Loire : −1,06 %, France hors Mayotte : +2,11 %).
| 1793 | 1800 | 1806 | 1821  | 1831  | 1836  | 1841  | 1846  | 1851  |
| ---- | ---- | ---- | ----- | ----- | ----- | ----- | ----- | ----- |
| 964  | 964  | 979  | 1 096 | 1 135 | 1 225 | 1 155 | 1 149 | 1 226 |

| 1856  | 1861  | 1866  | 1872  | 1876  | 1881  | 1886  | 1891 | 1896 |
| ----- | ----- | ----- | ----- | ----- | ----- | ----- | ---- | ---- |
| 1 274 | 1 243 | 1 238 | 1 148 | 1 100 | 1 085 | 1 027 | 962  | 909  |

| 1901 | 1906 | 1911 | 1921 | 1926 | 1931 | 1936 | 1946 | 1954 |
| ---- | ---- | ---- | ---- | ---- | ---- | ---- | ---- | ---- |
| 840  | 810  | 759  | 636  | 618  | 560  | 549  | 461  | 450  |

| 1962 | 1968 | 1975 | 1982 | 1990 | 1999 | 2006 | 2007 | 2012 |
| ---- | ---- | ---- | ---- | ---- | ---- | ---- | ---- | ---- |
| 434  | 385  | 316  | 434  | 574  | 626  | 711  | 723  | 738  |

| 2017 | 2022 | - | - | - | - | - | - | - |
| ---- | ---- | - | - | - | - | - | - | - |
| 753  | 742  | - | - | - | - | - | - | - |

## Vie locale

### Enseignement
Cette commune possède une école de 92 élèves en 2011-2012, avec des classes en maternelle et primaire. C'est l'association Les Lutins qui assure la cantine et le péri-scolaire (garderie). Il y aura très bientôt (en 2012) une bibliothèque.

### Santé
Il n'y a pas de médecin généraliste dans ce village. Le centre hospitalier le plus proche se situe à Chalon-sur-Saône.

### Cultes
Culte catholique dans l'église du village.

### Sports
Ce village possède un terrain multi-sport.

### Associations
Il y a une dizaine d'associations dans la commune : Les Lutins, Messey Entraide, CCAS... Le FOYER RURAL.

#### Manifestations
Les manifestations de Messey Entraide et Les Lutins. Il y a aussi la randonnée La Messouillate et Rencontre Passions Loisirs du CCAS.

## Économie
Il y a dans la commune, en commerces : une boulangerie-pâtisserie et un bar-tabac-presse. Il y a également un garage automobile, un électricien, un plombier, deux ferronniers, un plaquiste, un menuisier, une entreprise de travaux publics et trois exploitations agricoles dont un centre équestre.

## Lieux et monuments
- Château de Messey-sur-Grosne.
- Des croix.
- Deux moulins.